# 1788 Kiess
1788 Kiess è un asteroide della fascia principale. Scoperto nel 1952, presenta un'orbita caratterizzata da un semiasse maggiore pari a 3,1108299 UA e da un'eccentricità di 0,1607512, inclinata di 0,66994° rispetto all'eclittica.
L'asteroide è dedicato all'astronomo statunitense Carl Clarence Kiess.